# Fibulă (os)
Fibula (Fibula) sau peroneul, este un os lung, subțire, pereche pe partea laterală a gambei, ce pare torsionat pe axul său, situat lateral și posterior față de tibie, cu care se articulează la cele două extremități. Ca orișice os lung, el prezintă un corp și două extremități (proximală și distală). Corpul are 3 fețe (laterală, medială și posterioară), 3 margini (anterioară, medială sau interosoasă și posterioară). Fibula formează împreună cu tibia scheletul gambei. Se articulează proximal cu condilul lateral al tibiei, iar distal cu tibia și talusul.